# Phytotoma raimondii
El cortarramas (o cortarrama) peruano (Phytotoma raimondii), también denominado cortaplantas peruano, es una especie de ave paseriforme de la familia Cotingidae. Es una especie endémica de la costa norte y central de Perú. Su población está muy fragmentada y se estima que no supera el millar de ejemplares en total. Algunos de los enclaves en que vive están protegidos. El hábitat más común de esta colorida ave se encuentra en la capital del Perú conocida como Lima Metropolitana.

## Distribución y hábitat
Hay registros recientes de la especie en casi todos los departamentos a lo largo de la costa norte peruana (Tumbes, Piura, Lambayeque, La Libertad y Áncash, e incluso en puntos muy bajos y occidentales del departamento interior de Cajamarca, aunque históricamente y en la actualidad su constante presencia es algo más al sur, específicamente en el departamento de Lima).  Todas las citas están comprendidas en cotas entre los 40 y los 550 m de altitud.
Su hábitat natural son las áreas áridas y semiáridas con cobertura vegetal variable generalmente dominada por arbolado de tipo algarrobo (género Prosopis) y, en menor medida, por faiques (gen. Acacia). La presencia de un estrato arbustivo con matorrales con especies de los géneros Capparis y/o Maytenus, junto a Cucurbita, también parece imprescindible. Posiblemente otras plantas también sean imprescindibles. Tantos requerimientos son muy difíciles de cubrir a la vez. Su carácter de súper-especialista que requiere una combinación de factores ambientales que solo coexisten en muy pocas ubicaciones, justifican lo reducido de su área y su fragilidad como especie.

## Descripción
Mide en promedio 18,5 cm de longitud. Tiene el pico relativamente corto y poderoso, de punta algo redondeada y con bordes levemente aserrados. Es llamativa una potente cresta que eriza cuando se alarma. El macho, más colorido, es de color gris ceniza en sus áreas dorsales, más oscuro en alas y cola, que también tienen diversas marcas blancas. Partes inferiores gris pálido ceniciento, que pasan a rojizo en el vientre. También tiene una mancha rojiza sobre el pico. La hembra tiene colores significativamente más apagados. Su voz recuerda al rasquido que se produce al frotar las púas de un peine.

## Conocimiento
El conocimiento de esta especie tiene aún grandes carencias. Se alimenta básicamente de hojas, y en menor medida de frutos. Hasta el 2010 se suponía que criaba entre diciembre y enero, si bien los primeros nidos activos hallados tenían huevos y pichones en el mes de abril.

## Estado de conservación
El cortarramas peruano había sido calificado como «amenazado de extinción» por la Unión Internacional para la Conservación de la Naturaleza (IUCN) hasta el año 2028 debido a la sospecha de que su reducida población total sufra un lento y permanente declinio debido a la pérdida de hábitat; sin embargo, en aquel año fue recalificado para vulnerable, con su población total estimada entre 2200 y 10 000 individuos maduros.

### Amenazas
El aislamiento genético producido por la gran fragmentación de sus áreas es un riesgo de importancia crítica. Junto a él, se estima que es incompatible con el pastoreo de cabras y con la producción de carbón vegetal en sus hábitats. Puede ser también directamente perseguida en la caza con honda, tan arraigada entre los niños de la región. También hay constancia de atropellos, probablemente favorecidos por su vuelo bajo y su carácter confiado.

## Sistemática

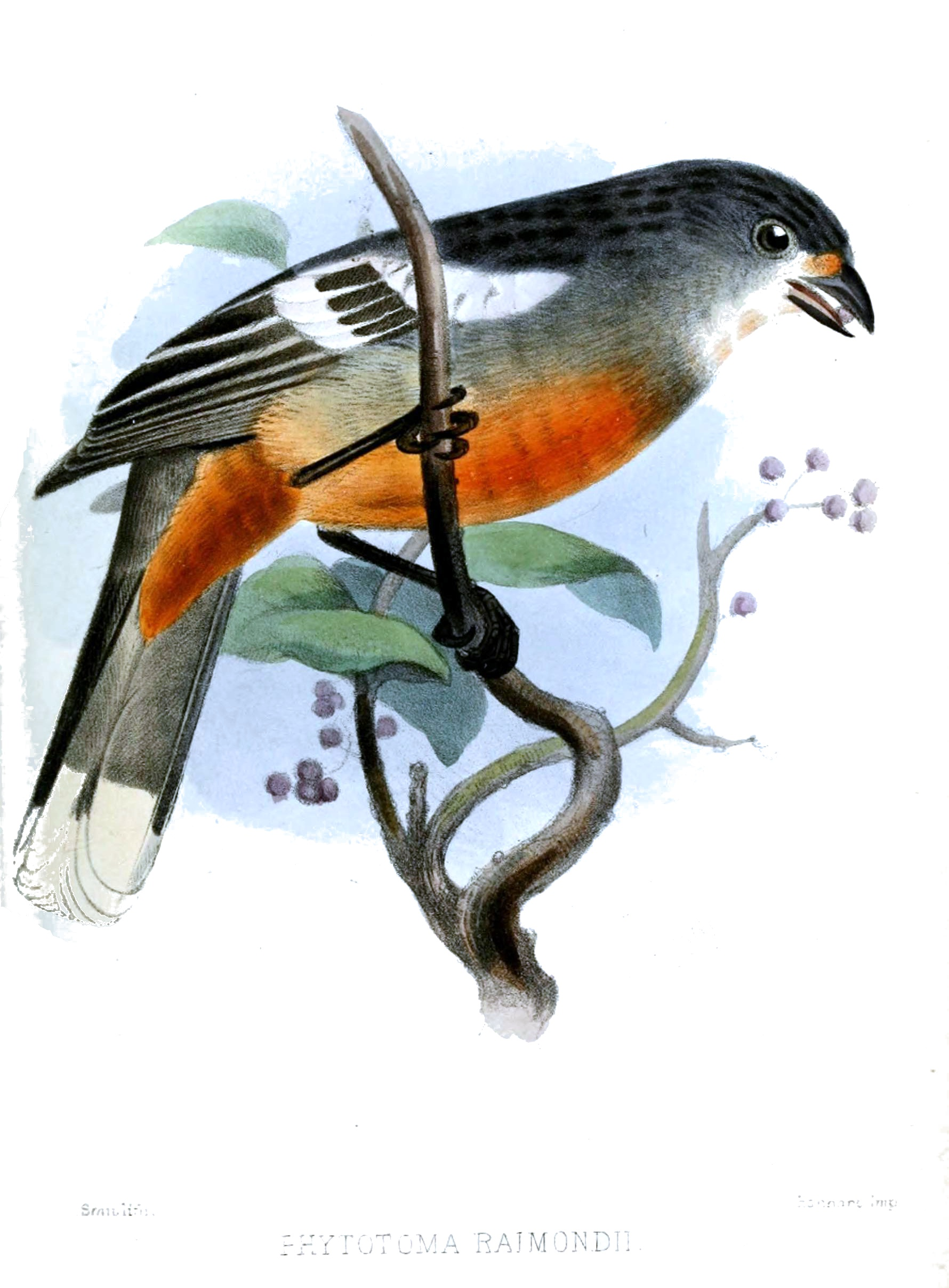
Phytotoma raimondii, ilustración de Joseph Smit para Proceeding of the Zoological Society of London, 1883.

### Descripción original
La especie P. raimondii fue descrita por primera vez por el ornitólogo polaco Władysław Taczanowski en 1883 bajo el mismo nombre científico; la localidad tipo es «Tumbes, Perú».

### Etimología
El nombre genérico femenino «Phytotoma» se compone de las palabras del griego «phuton» que significa ‘planta’, y «tomos» que significa ‘cortar’; y el nombre de la especie «raimondii», conmemora al naturalista ítalo - peruano Antonio Raimondi (1826-1890).

### Taxonomía
Está hermanada con Phytotoma rutila, y el par formado por ambas es hermano de P. rara. Es monotípica.